# Vespasiano
Vespasiano is een gemeente en stad in de Braziliaanse deelstaat Minas Gerais. Ze ligt op 693 m hoog en telt ongeveer 122.365 2017 op een oppervlakte van 70 km². De stad maakt deel uit van de grootstedelijke mesoregio Belo Horizonte.

## Geschiedenis
De eerste bewoners vestigden zich rond 1738 in het gebied van het huidige Vespasiano. In 1745 werd aangevat met de exploitatie van de bodemrijkdommen. Bij de bouw van de hoofdstad van de staat Minas Gerais, speelde de aanleg van de spoorlijn Estrada de Ferro Central do Brasil een belangrijke rol voor de ontwikkeling van de economie en de bevolking van Vespasiano. In 1894 kreeg de plaats de naam Vespasiano. In 1915 werd het district Vespasiano gevormd, dat deel uitmaakte van de gemeente Santa Luzia. Het werd in 1948 zelfstandig.

## Geboren
- Éder Aleixo (1957), voetballer